# Trehalasa
La trehalasa es una enzima EC 3.2.1.28 digestiva, presente en las vellosidades del intestino delgado, que se encarga de romper la trehalosa, azúcar doble (disacárido), en las dos moléculas de glucosa que lo forman.
La ausencia de esta enzima provoca una enfermedad denominada Intolerancia a la trehalosa o intolerancia a los champiñones.
Pertenece a la familia de las disacaridasas, que son las enzimas que se encargan de romper los disacáridos en los monosacáridos que los forman.
- Datos: Q410630